# Río Hualaihué
El río Hualaihué es un curso natural de agua que nace de las laderas sur del volcán Hornopirén y fluye con dirección general sur hasta desembocar en el seno de Reloncaví de la Región de Los Lagos de Chile.
En el mapa confecionado con datos de la Biblioteca del Congreso Nacional de Chile (ver ficha a la derecha) aparece como río Cisnes o río Gualaihué. Risopatrón también advierte que se le llama a veces río Meona.

## Historia
Ramón Serrano Montaner lo describe en su "Derrotero" publicado en 1891:: 463 
Río Hualaihué o Meona - Fluye sobre el fondo de la rada de su nombre; es de algún caudal i solo navegable por corto trecho, no obstante, los labradores de maderas lo utilizan para bajar sus productos por él, usando de balsas o de embarcaciones chicas. Parece que tiene sus fuentes en las quebradas de los cerros i que corre de Norte a Sur.
Luis Risopatrón lo describe en su Diccionario Jeográfico de Chile de 1924:: 249 
Hualaihué (Rio) 42° 00' 72° 45’. De algún caudal, es navegable solamente por corto trecho, corre hacia el S i se vácia en la caleta de Gualaihué, de la parte E del golfo de Ancud; los labradores de maderas lo utilizan para bajar sus productos, usando balsas o embarcaciones chicas. 62, I, p. 42; Hualaihué o Meona en 1, VIII, p. 101; i 60, p. 463; i Gualaihué o Meona en 1, XXV, p. 245.